# 大格里夫斯科耶
大格里夫斯科耶（羅馬化：Bolʹshegrivskoye）是俄罗斯鄂木斯克州的工人村（市级镇），属新瓦尔沙夫卡区，地处鄂木斯克州东南部，位于区行政中心新瓦尔沙夫卡及州府鄂木斯克东南方，南距俄罗斯与哈萨克斯坦国界约10公里。镇南部设有铁路车站。
该地2021年人口有3,292人；2010年人口3,637；2002年人口3,809；1989年人口4,282。